# Eigenkapitalquote
Die Eigenkapitalquote (englisch equity ratio) ist eine betriebswirtschaftliche Kennzahl, die das Verhältnis von Eigenkapital zum Gesamtkapital (= Bilanzsumme) eines Unternehmens wiedergibt. Komplementärbegriff ist die Fremdkapitalquote.

## Allgemeines
Die Eigenkapitalquote ist die bedeutendste vertikale Bilanzkennzahl, die Auskunft über die Kapitalstruktur eines Unternehmens gibt. Sie dient im Unternehmen selbst als Grundlage für Finanzierungsentscheidungen. Darüber hinaus interessiert sie externe Wettbewerber, Kreditinstitute, andere Gläubiger, Ratingagenturen und Gesellschafter (Aktionäre). Sie haben ein Interesse daran, die Kreditwürdigkeit jederzeit messen zu können. Dazu bedarf es der Transparenz der wirtschaftlichen Verhältnisse (Jahresabschlüsse), um aus diesen Unterlagen Informationen über das Kreditrisiko gewinnen zu können. Bei Unternehmen werden Eigenkapital und Fremdkapital miteinander ins Verhältnis gebracht, weil das Eigenkapital als Haftungsmasse für die Gläubiger zur Verfügung steht und deshalb der Anteil des Eigenkapitals am gesamten Kapital von Bedeutung ist. Je höher folglich der Eigenkapitalanteil ist, umso niedriger ist das Gläubigerrisiko einzustufen und umgekehrt.

## Ermittlung
Im Rahmen der Jahresabschlussanalyse gehört die Eigenkapitalquote zur finanzwirtschaftlichen Analyse und dort zur Finanzierungsanalyse. Bei Verhältniszahlen wie der Eigenkapitalquote werden Bilanzpositionen gegenübergestellt, und zwar konkret das bereinigte Eigenkapital und die Bilanzsumme (Gesamtkapital). Für die Ermittlung der Eigenkapitalquote ist zunächst erforderlich, die zum Eigenkapital gehörenden Bilanzpositionen zu identifizieren. Dazu sind Eigenkapital- und Fremdkapitalpositionen auf ihren Eigenkapitalcharakter und Aktiva auf ihren echten Vermögenscharakter zu untersuchen.

### Abgrenzung zum Fremdkapital
Wesentliche Bedeutung hat die – nicht immer leichte – Abgrenzung zwischen Eigen- und Fremdkapital für Analysten. Besteht auch nur die geringste Rückzahlungsmöglichkeit, gehört die entsprechende Bilanzposition zum Fremdkapital. Deshalb bilden alle Arten von Rückstellungen (auch Pensionsrückstellungen) einen Teil des Fremdkapitals, da mindestens eine 50%ige Rückzahlungswahrscheinlichkeit vorhanden ist. Eine erfolgsunabhängige Verzinsung spricht ebenfalls für Fremdkapital. Hybride Eigenkapitalformen bilden eine Mischform zwischen Eigen- und Fremdkapital und werden daher auch Mezzanine-Kapital genannt:
- Nachrangdarlehen (englisch junior debt): Sind Darlehen nach § 488 Abs. 1 BGB und damit Fremdkapital, dessen Rückzahlung mit der Bedingung verknüpft ist, dass sie erst nach der Befriedigung anderer (vorrangiger) Gläubiger (senior debt) getilgt werden müssen. Die Bedingung ist als Rangrücktritt, Subordination oder Nachrangabrede ausgestaltet und wirkt sowohl in der Insolvenz als auch bei der Liquidation.
- Genussrechte (englisch participation rights): Sind schuldrechtlich begründete Finanzierungsmittel mit aktionärstypischen Vermögensrechten. Es ist bei der Vielzahl der Ausgestaltungsmöglichkeiten zu prüfen, ob der Emittent eine Verpflichtung zur Rückzahlung übernimmt (puttable instruments) oder ob sie lediglich mit einem Kündigungsrecht des Emittenten ausgestattet sind. Eine bedingte Rückzahlungsverpflichtung erst bei Liquidation führt zur Einordnung als Eigenkapital, eine unbedingte ist als Fremdkapital auszuweisen.[2] Bei Kreditinstituten (§ 10 Abs. 5 KWG) und Versicherungen (§ 214 Abs. 1, 2 und 4 VAG) können indes Genussrechte bei bestimmter Ausgestaltung als regulatorisches Eigenkapital anerkannt werden (siehe Eigenmittel (Kreditinstitut)).
- Stille Gesellschaften (englisch silent partnership): Diese haben nach der gesetzlichen Konzeption eher den Charakter eines Schuldverhältnisses und sind daher im Zweifel als Fremdkapital anzusehen. In § 231 Abs. 1, § 232 Abs. 2 HGB ist zwar eine Verlustbeteiligung vorgesehen, sie kann jedoch ausgeschlossen werden (§ 231 Abs. 2 erster Halbsatz HGB). In der Insolvenz kann der stille Gesellschafter seine nicht durch Verluste aufgezehrte Einlage als Insolvenzgläubiger geltend machen (§ 236 Abs. 1 HGB).
- Hybridanleihen (englisch hybrid bond): Es handelt sich um Anleihen und damit um Fremdkapital, die in der Regel nach Ablauf von 7 bis 10 Jahren erstmals fristgebunden seitens des Emittenten kündbar sind (issuer call options). Sie sind meist mit einer Nachrangklausel für Liquidation, Auflösung und Insolvenz ausgestattet.[3] Es gibt Hybridanleihen mit sehr langer Laufzeit (zwischen 30 und 100 Jahren), sogar „ewige Anleihen“ (perpetuals) sind auf dem Markt.
- Gesellschafterdarlehen (englisch shareholder loans): Sie sind formal zwar Fremdkapital, doch werden sie als wirtschaftliches Eigenkapital behandelt. Durch das Gesetz zur Modernisierung des GmbH-Rechts und zur Bekämpfung von Missbräuchen (MoMiG) werden seit November 2008 Gesellschafterdarlehen in der Insolvenzordnung (InsO) berücksichtigt. Alle Darlehensrückzahlungsansprüche von Gesellschaftern einer Gesellschaft ohne eine natürliche Person als persönlich haftender Gesellschafter werden kraft Gesetzes als nachrangige Insolvenzforderungen eingestuft, unabhängig von deren Eigenkapitalersatzcharakter (§ 39 Abs. 1 Nr. 5 sowie §§ 44a, 135 und 143 InsO).

Internationale Ratingagenturen erkennen derartige hybride Finanzierungsformen ganz oder teilweise als wirtschaftliches Eigenkapital an, wenn eine Nachrangigkeit gewährleistet ist. Dabei wird vorausgesetzt, dass eine lange Laufzeit und/oder eine hohe Verlustbeteiligung vorliegen müssen und deshalb zu einer Anerkennung als Eigenkapital führen können.

### Eigenkapitalpositionen
Formales Eigenkapital sind die in § 266 Abs. 3 HGB unter Position A auf der Passivseite einer Bilanz aufgezählten Bestandteile. Das sind:
- Gezeichnetes Kapital: ist die bedeutendste Form aller Eigenkapitalbestandteile. Es ist das Kapital, auf das die Haftung der Gesellschafter für die Verbindlichkeiten der Kapitalgesellschaft gegenüber den Gläubigern beschränkt ist (§ 272 Abs. 1 Satz 1 HGB). Das etwaige ausstehende Kapital hingegen ist (noch) kein Eigenkapital, denn es stellt eine Forderung der Gesellschaft an ihre Gesellschafter dar, die gemäß § 272 Abs. 1 HGB auf der Aktivseite der Bilanz vor dem Sachanlagevermögen gesondert auszuweisen ist. Ein solcher Ausweis ist vom Eigenkapital abzuziehen. Allerdings impliziert eine Saldierung der Einlagen mit dem Eigenkapital, dass die Forderungen des Unternehmens gegenüber den Eigentümern wertlos, d. h. uneinbringlich wären, was im Allgemeinen aber nicht zutreffend sein dürfte. Auch aus „Vorsichtsgründen“ ließe sich dieses Vorgehen nicht rechtfertigen, denn dann müssten auch erhebliche Abschläge bei allen anderen Vermögensgegenständen des Unternehmens vorgenommen werden.[5]
- Kapitalrücklage: ist eine gesetzlich vorgeschriebene Eigenkapitalposition und Bestandteil der offenen Rücklagen.
- Gewinnrücklage: ist die Folge von Gewinnthesaurierungen.
  - gesetzliche Rücklage:
  - Rücklage für Anteile an einem herrschenden oder mehrheitlich beteiligten Unternehmen
  - satzungsmäßige Rücklagen
  - andere Rücklagen
- Gewinnvortrag/Verlustvortrag
- Jahresüberschuss/Jahresfehlbetrag.

### Zweifelhafte Vermögensposten
National wie international sind die Unternehmen verpflichtet, alle ihnen zuzurechnenden Vermögensposten zu aktivieren. Diese Aktivierungspflicht führt zu einer Erhöhung des Eigenkapitals, bedeutet jedoch nicht, dass diese Vermögensposten auch für Analysezwecke als Eigenkapital angesehen werden können. In der betriebswirtschaftlichen Literatur stehen – teilweise heftig umstritten – insbesondere folgende Aktiva im Fokus:
- Firmenwert: Nach der unwiderlegbaren Vermutung des § 246 Abs. 1 Satz 4 HGB gehört der derivative Firmenwert zu den aktivierungspflichtigen Vermögensgegenständen. Er entstand aus der Differenz zwischen einem bezahlten höheren Kaufpreis und dem tatsächlichen Reinvermögen eines erworbenen Unternehmens oder aus entsprechenden Konsolidierungsvorgängen. Es bestehen Zweifel, ob er jemals realisiert werden kann, so dass er vom Eigenkapital abgesetzt werden muss.
- Forderungen an Gesellschafter: Forderungen an die Gesellschafter außerhalb des ausstehenden Kapitals sind vom Eigenkapital abzuziehen (umstritten).
- Eigene Aktien: Der – auf wenige Fälle beschränkte – Erwerb eigener Aktien (§ 71 Abs. 1 AktG) hat die Wirkung einer Kapitalherabsetzung. Entsprechende Vermögenspositionen sind deshalb vom Eigenkapital abzusetzen.
- Sonderposten mit Rücklageanteil werden nach § 4h Abs. 2c Satz 5 EStG zu 50 % dem Eigenkapital zugerechnet, was für Analysezwecke übernommen werden kann.

### Nicht bilanziertes Vermögen und Verbindlichkeiten
Die Bilanzsumme verlängert sich, wenn außerbilanziell fremdfinanzierte Vermögensgegenstände berücksichtigt werden. Dies betrifft insbesondere „geleaste“ Vermögenswerte. Banken verzichten meist auf die Bereinigung der Bilanzsumme um (nicht bilanziertes) Leasingvermögen. Ratingagenturen nehmen hingegen umfangreiche Bereinigungen der Bilanzen (sowie der Gewinn- und Verlustrechnung) zur Berücksichtigung leasingfinanzierten Vermögens vor.

### Zusammenfassung
Das wirtschaftliche Eigenkapital ergibt sich somit aus folgender Aufstellung:
```
   Summe Eigenkapital im Jahresabschluss nach 
§
 
266
 Abs.
 
3 HGB (Position A)
   + 50 % der Sonderposten mit Rücklageanteil
   - ausstehendes Kapital
   - Firmenwert
   + Gesellschafterdarlehen
   - sonstige Forderungen an Gesellschafter
   - sonstiges Mezzanine-Kapital
[
9
]

   - eigene Aktien
   = wirtschaftliches Eigenkapital
```

Das auf diese Weise ermittelte wirtschaftliche Eigenkapital wird in der Eigenkapitalquote wie folgt berücksichtigt:
{\displaystyle {\text{Eigenkapitalquote in }}\%={\frac {\text{(wirtschaftliches) Eigenkapital}}{\text{ Bilanzsumme (Gesamtkapital)}}}\times 100}
Die Eigenkapitalquote gibt somit das Verhältnis zwischen wirtschaftlichem Eigenkapital und Bilanzsumme wieder.

## Betriebswirtschaftliche Bewertung
Die Höhe der so ermittelten Eigenkapitalquote hat isoliert betrachtet wenig Aussagewert. Es hängt von Kriterien wie Wirtschaftszweig, Betriebszweck, Betriebsgröße und Rechtsform ab, ob ein Unternehmen mit angemessenem Eigenkapital ausgestattet ist.

### „Angemessenes“ Eigenkapital
Eindeutige betriebswirtschaftliche Grundsätze, die nach Betriebszweck und Betriebsgröße eines Unternehmens Maßstäbe für dessen Kapitalisierung abgeben könnten, stehen nicht zur Verfügung. Auch allgemeine Regeln über das Verhältnis von Eigenkapital zu Fremdkapital fehlen. Im wirtschaftswissenschaftlichen Schrifttum ist allgemein anerkannt, dass sich eine Obergrenze für den Verschuldungsgrad weder theoretisch begründen noch empirisch herleiten lässt. Abstrakte Normativbestimmungen über das betriebswirtschaftlich notwendige Eigenkapital bzw. die entsprechend erforderliche allgemeine Finanzausstattung haben sich bislang nicht aufzeigen lassen.
„Angemessenes“ Eigenkapital ist ein unbestimmter Rechtsbegriff, der die Eigenmittel eines Unternehmens ins Verhältnis zu seiner Bilanzsumme setzt. Als angemessen gilt jedenfalls in steuerrechtlicher Hinsicht ein Eigenkapital, das mit der Kapitalstruktur gleichartiger Unternehmen der Privatwirtschaft im maßgebenden Zeitraum vergleichbar ist. Nach den Körperschaftsteuerrichtlinien 2004 ist eine angemessene Eigenkapitalausstattung grundsätzlich gegeben, „wenn das Eigenkapital mindestens 30 % des Aktivvermögens beträgt“. Im Hinblick auf die BFH-Rechtsprechung ist diese 30 %-Grenze in erster Linie als Nichtaufgriffsgrenze zu verstehen, ihre Erfüllung wird deshalb bei steuerlichen Außenprüfungen nicht beanstandet. Für Besteuerungszwecke wird also vom Anlagendeckungsgrad ausgegangen und das Eigenkapital dann als angemessen eingestuft, wenn der Anlagendeckungsgrad (I) 30 % beträgt und somit 70 % des Anlagevermögens über Fremdkapital zu finanzieren sind.
Als optimaler Verschuldungsgrad wird ein Verhältnis des Eigenkapitals zum Fremdkapital angesehen, bei dem die durchschnittlichen Kapitalkosten gegenüber anderen Finanzierungsalternativen am geringsten sind. Eine aus der Praxis stammende Faustregel besagt, dass der Verschuldungsgrad – branchenabhängig – bei Nichtbanken nicht höher sein soll als 2:1 (200 %), also das Fremdkapital nicht mehr als das Doppelte des Eigenkapitals betragen soll. Umgerechnet darf die Fremdkapitalquote mithin nicht mehr als 67 % der Bilanzsumme betragen, was komplementär eine Eigenkapitalquote von 33 % ergibt.

### Kriterien der Eigenkapitalquote
- „Die durchschnittliche Höhe der Eigenkapitalquote ist stark branchenabhängig. So verfügen Kreditinstitute typischerweise über eine vergleichsweise geringe Eigenkapitalquote von meist unter 10 %“.[19] Bei anlagenintensiven Betrieben des verarbeitenden Gewerbes ist die Eigenkapitalquote dagegen im Durchschnitt relativ hoch.
- Betriebsgröße: Großunternehmen weisen tendenziell eine höhere Eigenkapitalquote als kleine Betriebe auf. Die Eigenkapitalquote und Unternehmensgröße scheinen tendenziell positiv zu korrelieren, denn je kleiner die untersuchten Unternehmen, umso geringer ist die Quote.[20]
- Rechtsform: Personengesellschaften verfügen über relativ geringe Eigenkapitalquoten, da mindestens ein Vollhafter mit seinem – aus der Bilanz nicht ersichtlichen – Privatvermögen unbeschränkt haftet. Kapitalgesellschaften weisen hingegen höhere Eigenkapitalquoten auf, da sie oft zu den anlagenintensiven Branchen gehören.

## Gesetzliche Sonderregelungen
In § 4h Abs. 2 Buchstabe c Satz 3 EStG ist im Rahmen der Zinsschranke die Eigenkapitalquote als das Verhältnis des Eigenkapitals zur Bilanzsumme definiert. Außerdem gibt es Sonderregelungen für Kreditinstitute und Versicherungsunternehmen, weil diese Wirtschaftszweige besonders hohe Risiken tragen.

### Kreditinstitute
Im Rahmen der EU-weit gültigen Kapitaladäquanzverordnung (englische Abkürzung CRR) hat die staatliche Bankenregulierung gesetzliche Mindestquoten (insbesondere in Bezug auf das so genannte Kernkapital) festgelegt, die eingehalten werden müssen, um ordnungsgemäß Bankgeschäfte betreiben zu können. Eigenmittel bilden die Summe aus Kernkapital und Ergänzungskapital (Art. 4 Abs. 1 Nr. 118, Art. 72 CRR), anrechenbare Eigenmittel sind nach Art. 4 Abs. 1 Nr. 71 CRR das Kernkapital (Art. 25 CRR) und das Ergänzungskapital (Art. 71 CRR) in Höhe von maximal 1/3 des Kernkapitals. Ausgangspunkt ist mithin das Kernkapital, das sich nach Art. 25 CRR aus dem „harten Kernkapital“ und dem „zusätzlichen Kernkapital“ zusammensetzt.

### Versicherungen
Die Eigenkapitalquote ist in der Lebensversicherung ein Maßstab dafür, in welchem Umfang sie Risiken, die sich aufgrund unvorhersehbarer Entwicklungen des Kapitalmarktes oder der Sterblichkeit durch Eigenmittel ergeben, abdecken kann. In der privaten Krankenversicherung dient sie zum Ausgleich kurzfristig auftretender Verluste. In dieser Form nähert sie sich der gesetzlich festgelegten Eigenmittelquote, der so genannten Solvabilitätskennzahl (Verhältnis zwischen Eigenkapital und Beitragseinnahmen).

## Betriebswirtschaftliche Folgen
Die Eigenkapitalquote ist für die Kreditwürdigkeit eines Unternehmens eine bedeutende Kennzahl, da sie das Rating beeinflusst. Ratingagenturen wie Standard & Poor’s berücksichtigen in ihren Ratings die Tatsache, dass aus einem hohen Verschuldungsgrad (debt to equity ratio) auch ein hohes finanzielles Risiko resultiert.
Eine hohe Eigenkapitalquote bedeutet eine geringe Abhängigkeit von Gläubigern und entsprechend damit einhergehenden geringen Zinsaufwands- und Tilgungszahlungen. Das führt zu günstigen Schuldenkennzahlen wie etwa dem Schuldendienstdeckungsgrad. Mit einem entsprechend niedrigen Verschuldungsgrad geht normalerweise auch ein niedriger Zinsdeckungsgrad einher, weil Schulden Zins- und Tilgungszahlungen auslösen, die aus dem Umsatzprozess zu finanzieren sind. Ein hoher Verschuldungsgrad hingegen erhöht wegen des hohen Schuldendienstes die Ertragsrisiken, weil mehr Gewinne für den Zinsaufwand verbraucht werden und damit bei zunehmender Verschuldung auch der Break-even-Point ansteigt (cost leverage). Dadurch bringt eine niedrige Eigenkapitalquote Beschäftigungsrisiken mit sich.
Mit einer hohen Eigenkapitalquote ist eine hohe Tragfähigkeit für entstehende Verluste verbunden, so dass derartige Unternehmen weniger krisenanfällig sind und das Ausfallrisiko für Gläubiger abnimmt. Eigenkapitalstarke Unternehmen können Verluste über einen längeren Zeitraum hinweg aus dem Eigenkapital auffangen und sind insolvenzfester als unterkapitalisierte Betriebe.
Eine niedrige Eigenkapitalquote führt indes aus Sicht des financial leverage zu einer hohen Eigenkapitalrendite (Leverage-Effekt). Dies ist einer der wenigen positiven Effekte einer niedrigen Eigenkapitalquote. Denn sie kann ein Krisenindikator sein, da die „Schwierigkeiten, die mit einer niedrigen Eigenkapitalquote verbunden sind, wie die Überbrückung von Liquiditätsengpässen, der Erhalt von Bankkrediten und die Durchführung von notwendigen Investitionen, erhöhen das Risiko […] erheblich, in eine Krisensituation zu geraten oder gar mit einer Insolvenz konfrontiert zu sein“.